# Surinaams-Zuid-Afrikaanse betrekkingen

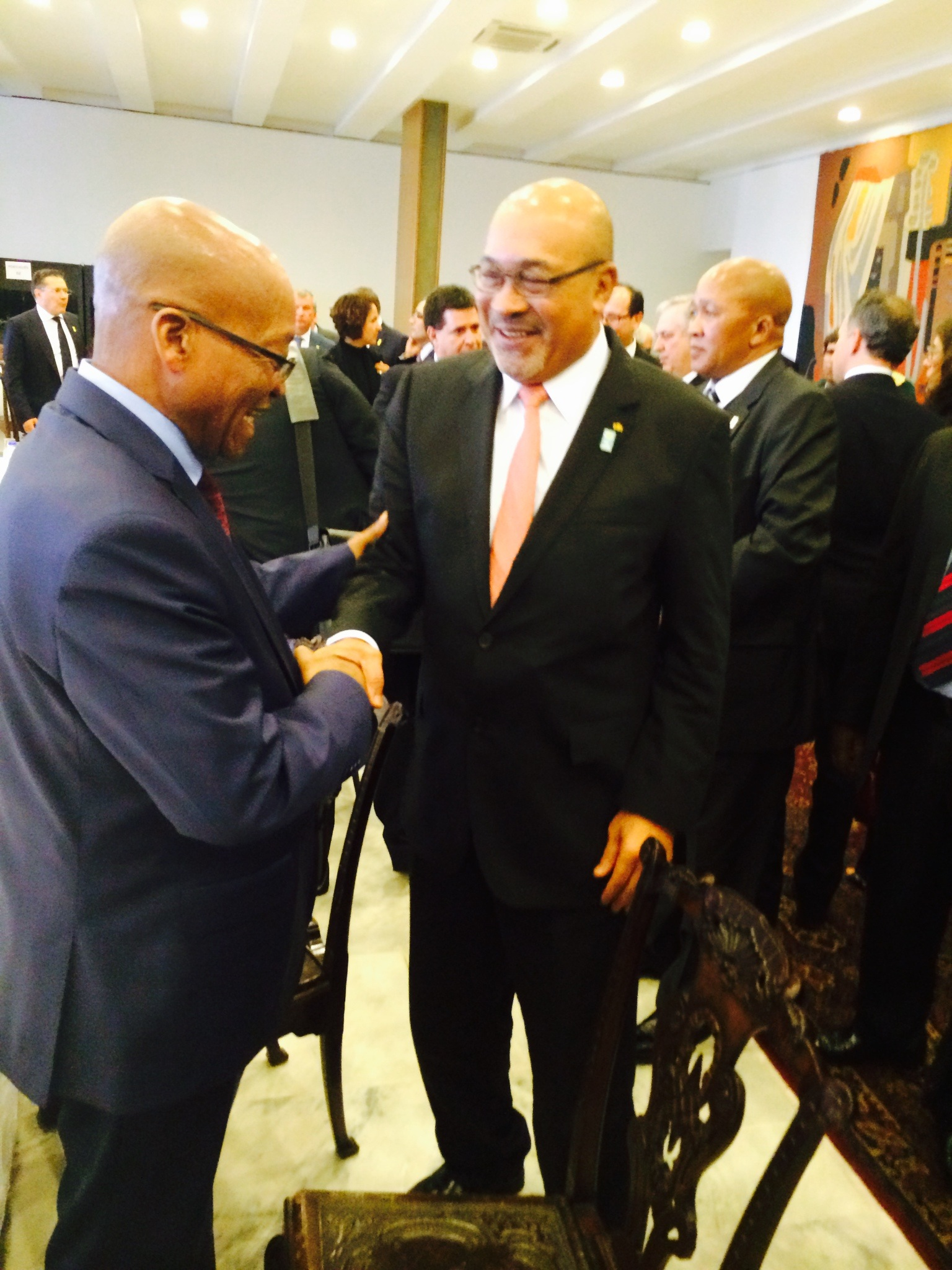
Ontmoeting tussen de presidenten Desi Bouterse en Jacob Zuma tijdens de BRICS-top in Brazilië, 2014

Surinaams-Zuid-Afrikaanse betrekkingen verwijzen naar de huidige en historische betrekkingen tussen Suriname en Zuid-Afrika.

## Geschiedenis
De diplomatieke betrekkingen tussen beide landen werden op 3 februari 1995 gevestigd. 
Tussen 2007 en 2017 had Suriname een ambassade in Pretoria.
President Desi Bouterse wilde de betrekkingen in 2011 versterken. 
In december 2013 bracht hij een bezoek aan Zuid-Afrika ter gelegenheid van de begrafenis van Nelson Mandela.

## Diplomatieke missies
Suriname en Zuid-Afrika hebben beide geen ambassades of consulaten in het land van de ander gevestigd.
De Zuid-Afrikaanse belangen in Suriname werden van 1999 tot 2013 vertegenwoordigd vanuit Kingston, Jamaica, en sindsdien vanuit Port-au-Prince, Trinidad en Tobago.
Suriname had tijdelijk een ambassade in Zuid-Afrika. Deze werd in november 2007 geopend in Pretoria. Het was de eerste ambassade van Suriname in Afrika. Omgekeerd is er sinds de onafhankelijkheid alleen kortstondig een Libische diplomatieke post in Suriname geweest. In 2017 werd de ambassade om bezuinigingsredenen gesloten.

## Culturele uitwisseling
In 2012 organiseerde de ambassade een filmfestival waarop de film Wan Pipel van Pim de la Parra werd vertoond. De film kreeg lovende kritieken.
Filmmaker Ida Does weigerde in 2017 haar film Peace, memories of Anton de Kom aan de ambassade ter beschikking te stellen om te vertonen op een filmfestival. Zij kon het harde politieoptreden in Suriname niet verenigen met haar boodschap van Anton de Kom in de film.

## Prijzen
In 2012 won de Surinaamse ambassade twee prijzen op de Diplomatic Fun Fair in Pretoria. De Surinaamse stand werd als meest interactieve bekroond en daarnaast viel de presentatie over de cultuur en rijkdommen in Suriname in de smaak. Tijdens deze beurs in 2013 won de ambassade opnieuw een prijs, deze keer voor de smaak en de presentatie van het voedsel in de stand.
De ambassade kreeg ook kritiek omdat de output als diplomatieke post voor Suriname gering zou zijn.

## Ambassadeurs
Suriname zond enkele ambassadeurs naar Zuid-Afrika.
| Ambassadeur      | start          | vertrek | opmerking |
| ---------------- | -------------- | ------- | --------- |
| Edward Braafheid | rond 2008      |         |           |
| Wilfried Roseval | september 2011 | 2017    |           |